# Universidad Politécnica de Quintana Roo

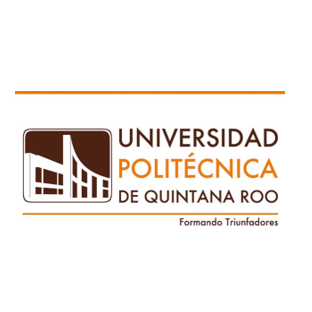

La Universidad Politécnica de Quintana Roo (UPQROO) universidad pública mexicana. Está ubicada en el extremo norte de la ciudad de Cancún, municipio de Benito Juárez, Quintana Roo.

## Historia
La Universidad Politécnica de Quintana Roo, es pública, inicio operaciones el 10 de enero de 2011 en un edificio provisional ubicado Av Tulum Lote 40 Manzana 1, SUPERMANZANA 2, 77500 Cancún, Quintana Roo. con 128 estudiantes. Sus primeras carreras fueron Ing. en Biotecnología, Ing. en Software e Ing. Financiera.

## Títulos

### Misión
Impartir Educación Superior mediante un modelo educativo basado en competencias que permite preparar profesionales con una sólida formación científica, tecnológica e integral, que proporcionan soluciones a las necesidades de su entorno con un enfoque incluyente, sustentable y de responsabilidad social.

### Visión
La Universidad Politécnica de Quintana Roo es una Institución reconocida por la calidad de sus egresados quienes, gracias a sus competencias dan soluciones a las necesidades de su entorno a través de un enfoque científico, tecnológico en un marco de valores y responsabilidad social.
Valores
Institucionalidad, Transparencia, Imparcialidad, Honestidad, Honorabilidad, Humildad, Lealtad, Respeto, Inclusión, Calidad, Austeridad, Trabajo en equipo 

La Universidad Politécnica de Quintana Roo imparte las siguientes carreras:

### Ingenierías
- Ingeniería en Biotecnología: Programa Educativo orientado a diseñar y mejorar procesos tecnológicos basados en sistemas vivos. La Biotecnología permite aislar y manipular biomoléculas y microorganismos mediante el uso de técnicas de biología molecular, microbiología y bioquímica con el objeto de producir nuevos medicamentos, procesos, alimentos, y plantas.
- Ingeniería en Software: Programa Educativo orientado a diseñar, desarrollar y mejorar la calidad de productos de software, especificar métodos y herramientas para aumentar la productividad de los desarrolladores de software, controlar procesos de manera eficiente, aplicar estándares internacionales para construir software de alta calidad.
- Ingeniería Financiera: Programa Educativo orientado a la conjugación sistematizada de conocimientos en los campos financiero, matemático, económico e informático que se integran para desarrollar el diseño inteligente de alternativas y estrategias innovadoras que faciliten el proceso de toma de decisiones en los mercados financieros.
- Ingeniería en Biomédica: Programa Educativo orientado a la aplicación de la ingeniería al servicio de la salud y se caracteriza por la confluencia de conocimientos de áreas como la Biología, Medicina, Física, Química, Matemáticas, Electrónica, informática e Ingeniería con el propósito de desarrollar aplicaciones tecnológicas para la mejora de la salud y la calidad de vida de la población.

### Licenciaturas
- Licenciatura en Administración y Gestión Empresarial: Programa Educativo orientado a la formación de profesionistas altamente competitivos, que respondan a los desafíos a que se enfrentan las empresas, dirigiendo eficazmente los recursos y funciones, así como diseñando, evaluando y aplicando estrategias que permitan cumplir los objetivos y metas establecidas en las organizaciones.
- Licenciatura en Terapia Física: Programa Educativo orientado al área de salud y es entendida como la ciencia del movimiento aplicada a la rehabilitación. La terapia física brínda tratamiento a diferentes enfermedades de acuerdo a la evaluación previa de las habilidades y condiciones propias del paciente.

Se cuenta con laboratorios y un taller de robótica. Somos parte de un subsistema de 62 Universidad Politécnicas a nivel nacional.

Actividades Culturales y Deportivas
- Futbol, Basquetbol, Taekwondo, Atletismo, Ajedrez, Danza y Folklore.